# Константинов (лунный кратер)
Кратер Константинов (лат. Konstantinov) — большой древний ударный кратер в северном полушарии обратной стороны Луны. Название присвоено в честь русского учёного и изобретателя в области артиллерии, ракетной техники, приборостроения и автоматики Константина Ивановича Константинова (1817—1871); утверждено Международным астрономическим союзом в 1970 г. Образование кратера относится к нектарскому периоду. 

## Описание кратера

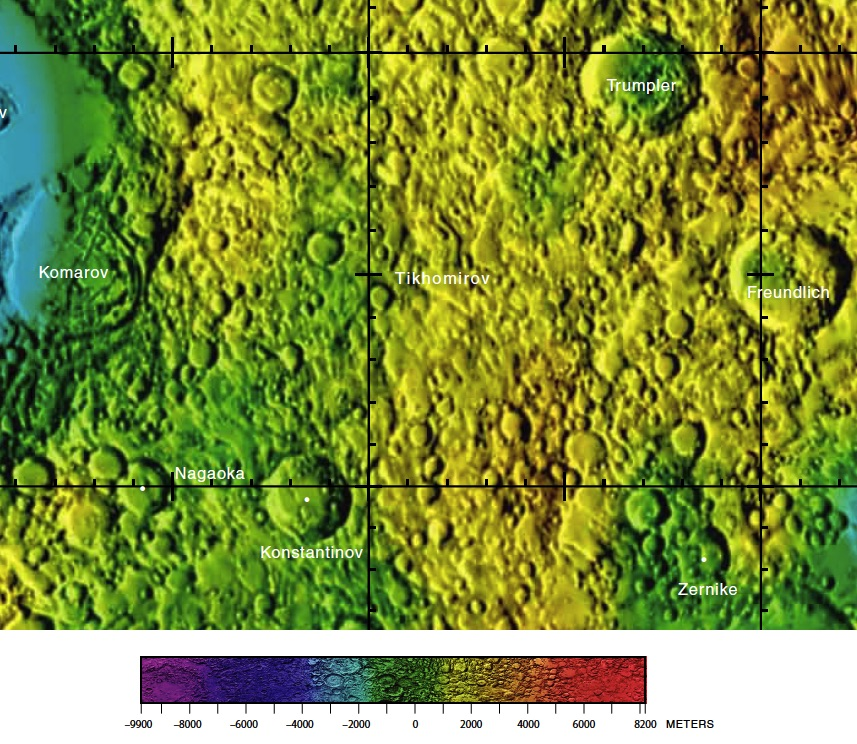
Окрестности кратера Константинов. Фрагмент карты обратной стороны Луны.

Ближайшими соседями кратера Константинов являются кратер Нагаока на западе; кратер Комаров на северо-западе; кратер Тихомиров на северо-западе; кратер Цернике на востоке; кратер Ван Гент на юге-юго-востоке и кратер Кольшюттер на юго-западе. На северо-западе от кратера находится Море Москвы. Селенографические координаты центра кратера 19°34′ с. ш. 158°20′ в. д. / 19,56° с. ш. 158,34° в. д., диаметр 68,1 км, глубина 2,7 км.
Кратер Константинов образован в толще пород выброшенных при образовании Моря Москвы, имеет полигональную форму и значительно разрушен за длительное время своего существования. Вал сглажен и перекрыт множеством маленьких кратеров. Средняя высота вала над окружающей местностью достигает 1260 м, объем кратера составляет приблизительно 3800 км³. Дно чаши сравнительно ровное, в восточной части перекрыто скоплением небольших кратеров. В северной части чаши находится светлый участок образованный вероятно недавним импактом.

## Сателлитные кратеры
Отсутствуют.

## См.также
- Список кратеров на Луне
- Лунный кратер
- Морфологический каталог кратеров Луны
- Планетная номенклатура
- Селенография
- Минералогия Луны
- Геология Луны
- Поздняя тяжёлая бомбардировка